# Cubo truncado aumentado
Em geometria, o cubo truncado aumentado é um dos sólidos de Johnson (J66). como o nome sugere, pode ser criada acoplando-se uma cúpula quadrada (J4) em uma face octogonal de um cubo truncado.